# Andrew Sloan
Andrew Sloan (* 10. Juni 1845 in McDonough, Georgia; † 22. September 1883 in Silver City, New-Mexico-Territorium) war ein US-amerikanischer Jurist und Politiker. In den Jahren 1874 und 1875 vertrat er den Bundesstaat Georgia im US-Repräsentantenhaus.

## Werdegang
Andrew Sloan besuchte die öffentlichen Schulen seiner Heimat einschließlich des Marshall College in Griffin. Anschließend setzte er seine Schulausbildung am Bethany College in West Virginia fort. Nach einem anschließenden Jurastudium und seiner 1866 erfolgten Zulassung als Rechtsanwalt begann er in diesem Beruf zu arbeiten. Noch im selben Jahr wurde er Staatsanwalt im Henry County. Nach einem Umzug nach Savannah wurde er dort im Jahr 1867 stellvertretender Leiter der Zollbehörde. Danach praktizierte er auch in dieser Stadt als Rechtsanwalt. Im Jahr 1869 wurde Sloan stellvertretender Bundesstaatsanwalt. Danach war er bis 1872 als Bezirksstaatsanwalt tätig. Gleichzeitig war er örtlicher Berater der Bundesregierung in Bezug auf Ansprüche aus dem Baumwollverkauf. Er beriet außerdem eine britisch-amerikanische Kommission, die sich mit gegenseitigen Ansprüchen aus der Zeit des Bürgerkrieges befasste.
Politisch war Sloan Mitglied der Republikanischen Partei. Bei den Kongresswahlen des Jahres 1872 unterlag er dem Demokraten Morgan Rawls. Sloan legte aber gegen den Ausgang dieser Wahl Widerspruch ein. Nachdem diesem stattgegeben worden war, konnte er am 24. März 1874 das Mandat des ersten Wahlbezirks von Georgia im US-Repräsentantenhaus in Washington, D.C. übernehmen und die laufende Legislaturperiode im Kongress bis zum 3. März 1875 beenden. Nach dem Ende seiner Zeit im US-Repräsentantenhaus zog sich Sloan wieder aus der Politik zurück. Im Jahr 1881 zog er nach Silver City im heutigen Staat New Mexico. Dort verstarb er am 22. September 1883.